# Arrigo Del Rigo

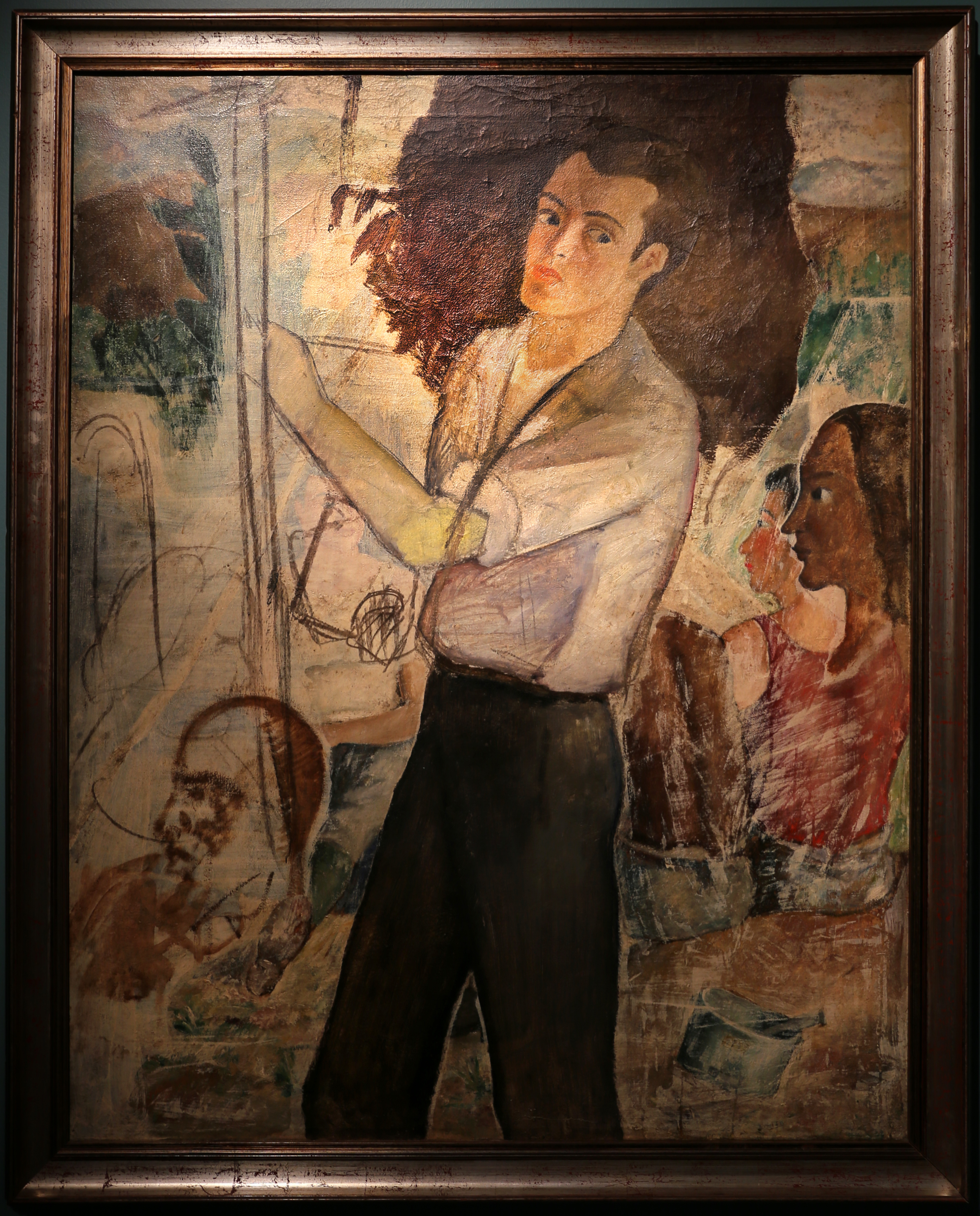
Autoritratto, 1931

Arrigo Del Rigo (Prato, 14 giugno 1908 – Prato, 26 febbraio 1932) è stato un pittore e disegnatore italiano.

## Biografia
Trascorse l'infanzia in famiglia nella natìa Prato, e nel 1920-21 ebbe l'occasione di visitare Corfù. Nell'isola greca iniziò a praticare il disegno e, tornato nella sua città natale, entrò a far parte del soldalizio di artisti che è stata poi detta la "Scuola di Prato", con Gino Brogi, Leonetto Tintori, Quinto Martini, Giulio Pierucci e Oscar Gallo. Si iscrisse dunque all'Istituto statale d'arte di Firenze a Porta Romana ed ebbe modo di frequentare Ardengo Soffici, Libero Andreotti e Giovanni Costetti, oltre che di collaborare alla rivista Il Selvaggio di Mino Maccari. 
La sua personalità introversa restò particolarmente scossa da un arresto per sospetto di antifascismo, con Gallo, Tintori e Dino Fiorelli. Il 26 febbraio 1932, in circostanze mai chiarite, fu trovato morto nella sua abitazione impiccato con le mani legate, a 24 anni non ancora compiuti.
La sua arte, che ritrasse molti conoscenti ed esplorò vari angoli di Prato, è spesso feconda di creatività, ironia e malinconia, e, sebbene presentasse ancora acerbità, ne fa sicuramente una delle promesse mancate del primo Novecento toscano. Dopo la sua morte il padre donò tutte le sue opere al Comune di Prato, che oggi sono custodite al Museo civico di palazzo Pretorio. Nel 2017 gli è stata dedicata un'ampia retrospettiva.